# 안재만
안재만(安在萬, 1974년 10월 2일 ~ )은 전 KBO 리그 KIA 타이거즈의 내야수이다.
1997년 2차 3순위 지명을 받아 LG 트윈스에 입단하였고, 2001년 4월 28일 장재중과 유현승을 상대로 SK 와이번스에 트레이드되었다. 이후 외야수 김재현의 보상 선수로 다시 LG 트윈스에 돌아왔으나, 2007년 시즌 후 방출되고 KIA 타이거즈에 입단하였다. 2008년 6월 외야수 심재학과 함께 웨이버 공시되어 현역에서 은퇴했다. FA 보상 선수로 친정 팀에 돌아온 최초의 선수이다.

## 출신학교
- 서울길동초등학교
- 배재중학교
- 배재고등학교
- 건국대학교

1. ↑  “<프로야구소식> LG, FA 보상선수 안재만 지명”. 연합뉴스. 2004년 12월 3일. 2019년 3월 20일에 확인함.